# Graniczna Placówka Kontrolna Łysa Polana
Graniczna Placówka Kontrolna Zwardoń/Łysa Polana – zlikwidowany pododdział Wojsk Ochrony Pogranicza wykonujący kontrolę graniczną osób, towarów i środków transportu bezpośrednio w przejściu granicznym na granicy z Czechosłowacją.
Graniczna Placówka Kontrolna Straży Granicznej na Łysej Polanie – zlikwidowana graniczna jednostka organizacyjna Straży Granicznej wykonująca kontrolę graniczną osób, towarów i środków transportu bezpośrednio w przejściu granicznym na granicy z Czechosłowacją/Republiką Słowacką.

## Formowanie i zmiany organizacyjne
W październiku 1945 Naczelny Dowódca WP nakazywał sformować na granicy państwowej 51 przejściowych punktów kontrolnych.
Graniczna Placówka Kontrolna Zwardoń została utworzona w 1945 jako Kolejowy Przejściowy Punkt Kontrolny (PPK – kolejowa) III kategorii o etacie nr 8/12  i numerze 33. Obsada PPK składała się z 10 żołnierzy i 1 pracownik cywilny.
W 1946 przejściowy punkt kontrolny został przeformowany do kategorii C według etatu nr 7/12. Przyjął też statut drogowego PPK. W 1947 przeorganizowany na kategorię D według etatu 7/33. Przyjął też nową nazwę Granicznej Placówki Kontrolnej WOP. W 1848 nastąpiła kolejna reorganizacja Wojsk Ochrony Pogranicza. Oddziały WOP przeformowano w brygady ochrony pogranicza, a GPK WOP Zwardoń przemianowano na Graniczną Placówkę Ochrony Pogranicza i przeformowano według etatu nr 7/74 i nadano jej numer 43. Placówkę przeniesiono na. Łysą Polanę i w 1950 przeformowana została na etat nr 096/27. W 1952 włączona do etatu 3 Brygady WOP .
Jesienią 1965 Graniczna Placówka Kontrolna Łysa Polana weszła w podporządkowanie Komendy wojewódzkiej Milicji Obywatelskiej. Wycofano się z tego rozwiązania w końcu 1971, ponieważ od 1 października 1971 WOP został podporządkowany pod względem operacyjnym pod MSW (pod względem gospodarczym – od 1 stycznia 1972). Do WOP powrócił też cały pion kontroli ruchu granicznego wraz z przejściami granicznymi. Przywrócono jednolity system ochrony granicy państwa. GPK Łysa Polana weszła w podporządkowanie dowódcy 3. Karpackiej Brygady WOP, w Nowym Sączu, następnie od 1976 Karpackiej Brygady WOP.
Straż Graniczna:
15 maja 1991 po rozwiązaniu Wojsk Ochrony Pogranicza, 16 maja 1991, Graniczna Placówka Kontrolna Łysa Polana weszła w podporządkowanie Karpackiego Oddziału Straży Granicznej i przyjęła nazwę Graniczna Placówka Kontrolna Straży Granicznej na Łysej Polanie (GPK SG na Łysej Polanie) .
W ramach reorganizacji struktur Straży Granicznej związanej z przygotowaniem Polski do wstąpienia, do Unii Europejskiej i  przystąpieniem do Traktatu z Schengen. Podczas restrukturyzacji wprowadzono kompleksową ochronę granicy już na najniższym szczeblu organizacyjnym tj. strażnica i graniczna placówka kontrolna. Wprowadzona całościowa ochrona granicy zniosła podział na graniczne jednostki organizacyjne ochraniające tylko tzw. „zieloną granicę” i prowadzące tylko kontrole ruchu granicznego. W wyniku tego, 15 października 2002  GPK SG na Łysej Polanie przejęła wraz z obsadą etatową pod ochronę odcinek granicy państwowej, po rozformowanej Strażnicy SG na Łysej Polanie .
Graniczna Placówka Kontrolna Straży Granicznej na Łysej Polanie pod tą nazwą funkcjonowała do 23 sierpnia 2005 i 24 sierpnia 2005 kiedy to została przekształcona na Placówkę Straży Granicznej na Łysej Polanie (PSG na Łysej Polanie).

## Podległe przejście graniczne
- Łysa Polana-Tatranská Javorina.

## Dowódcy/komendanci granicznej placówki kontrolnej
- por. Antoni Michalski (od 1947)
- ppor. Jan Pietraszewski (do 1954)
- ppor. Włodzimierz Trefoń (od 1954)
- kpt. Antoni Lewiński[8]
- mjr Franciszek Dalszewski[8]
- ppłk Antoni Sławiński[8]
- ppłk Aleksander Świderski[8]
- mjr Jan Baniak[8]
- ppłk Zenon Szukalski[8]
- mjr Marian Tota[8] (1984–15.05.1991).

Straż Graniczna:
- mjr SG Marian Tota (16.05.1991–1994)[9].